# Montgomery County, Missouri
Montgomery County är ett administrativt område i delstaten Missouri, USA, med 12 236 invånare. Den administrativa huvudorten (county seat) är Montgomery City.

## Geografi
Enligt United States Census Bureau har countyt en total area på 1 399 km². 1 392 km² av den arean är land och 7 km² är vatten.

### Angränsande countyn
- Audrain County - nordväst
- Pike County - nordost
- Lincoln County - öst
- Warren County - sydost
- Gasconade County - söder
- Callaway County - väst

### Orter
- Bellflower
- High Hill
- Jonesburg
- McKittrick
- Middletown
- Montgomery City (huvudort)
- New Florence
- Wellsville